# Фудбалска репрезентација Сенегала
Фудбалска репрезентација Сенегала (фр. Équipe du Sénégal de football) национални је фудбалски тим који представља Сенегал на међународним такмичењима: под контролом је фудбалског савеза Сенегала (фр. Fédération Sénégalaise de Football). Први пут на Свјетском првенству, Сенегал је учествовао 2002, гдје је направио велико изненађење побиједивши свјетског и европског шампиона — Француску 1:0 на првој утакмици првенства. Сенегал је стигао до четвртфинала, поставши тако трећа репрезентација из Африке, након Камеруна 1990. и Гане 2010, којој је то пошло за руком. У групној фази, након побједе над Француском, ремизирао је са Уругвајем и Данском, док је у осмини финала Сенегал савладао Шведску након продужетака. У четвртфиналу поражен је од Турске.
Други пут на Свјетско првенство пласирао се 2018, након побједе над Јужном Африком 2:0.
На Афричком купу нација Сенегал је први пут учествовао 1965. године, када је освојио четврто мјесто, након пораза у полуфиналу 1:0 од Обале Слоноваче. Године 1992, Сенегал је био домаћин завршнице Афричког купа нација, гдје је поражен 1:0 од Камеруна у четвртфиналу. Најбољи резултат на Купу нација остварио је 2002. године, када је стигао до финала, у којем су поражени од Камеруна након пенала. Исти резултат је поновио и 2019. где је у финалу поражен минималним резултатом од Алжира.
Сенегал је освојио регионални Амиркал Кабрал куп, за репрезентације Сјеверне Африке, осам пута, што је рекорд.

## Резултати на међународним такмичењима

### Свјетско првенство
Првак    Другопласирани    Трећепласирани    Четвртопласирани  
| Резултати на Свјетском првенству | Резултати на Свјетском првенству | Резултати на Свјетском првенству | Резултати на Свјетском првенству | Резултати на Свјетском првенству | Резултати на Свјетском првенству | Резултати на Свјетском првенству | Резултати на Свјетском првенству | Резултати на Свјетском првенству | Резултати у квалификацијама за Свјетско првенство | Резултати у квалификацијама за Свјетско првенство | Резултати у квалификацијама за Свјетско првенство | Резултати у квалификацијама за Свјетско првенство | Резултати у квалификацијама за Свјетско првенство | Резултати у квалификацијама за Свјетско првенство |
| Година                           | Коло                             | Мјесто                           | И                                | П                                | Н*                               | ПР                               | ДГ                               | ПГ                               | И                                                 | П                                                 | Н*                                                | И                                                 | ДГ                                                | ПГ                                                |
| -------------------------------- | -------------------------------- | -------------------------------- | -------------------------------- | -------------------------------- | -------------------------------- | -------------------------------- | -------------------------------- | -------------------------------- | ------------------------------------------------- | ------------------------------------------------- | ------------------------------------------------- | ------------------------------------------------- | ------------------------------------------------- | ------------------------------------------------- |
| 1930.                            | Није учествовао                  | Није учествовао                  | Није учествовао                  | Није учествовао                  | Није учествовао                  | Није учествовао                  | Није учествовао                  | Није учествовао                  | Није учествовао                                   | Није учествовао                                   | Није учествовао                                   | Није учествовао                                   | Није учествовао                                   | Није учествовао                                   |
| 1934                             | Није учествовао                  | Није учествовао                  | Није учествовао                  | Није учествовао                  | Није учествовао                  | Није учествовао                  | Није учествовао                  | Није учествовао                  | Није учествовао                                   | Није учествовао                                   | Није учествовао                                   | Није учествовао                                   | Није учествовао                                   | Није учествовао                                   |
| 1938                             | Није учествовао                  | Није учествовао                  | Није учествовао                  | Није учествовао                  | Није учествовао                  | Није учествовао                  | Није учествовао                  | Није учествовао                  | Није учествовао                                   | Није учествовао                                   | Није учествовао                                   | Није учествовао                                   | Није учествовао                                   | Није учествовао                                   |
| 1950                             | Није учествовао                  | Није учествовао                  | Није учествовао                  | Није учествовао                  | Није учествовао                  | Није учествовао                  | Није учествовао                  | Није учествовао                  | Није учествовао                                   | Није учествовао                                   | Није учествовао                                   | Није учествовао                                   | Није учествовао                                   | Није учествовао                                   |
| 1954                             | Није учествовао                  | Није учествовао                  | Није учествовао                  | Није учествовао                  | Није учествовао                  | Није учествовао                  | Није учествовао                  | Није учествовао                  | Није учествовао                                   | Није учествовао                                   | Није учествовао                                   | Није учествовао                                   | Није учествовао                                   | Није учествовао                                   |
| 1958                             | Није учествовао                  | Није учествовао                  | Није учествовао                  | Није учествовао                  | Није учествовао                  | Није учествовао                  | Није учествовао                  | Није учествовао                  | Није учествовао                                   | Није учествовао                                   | Није учествовао                                   | Није учествовао                                   | Није учествовао                                   | Није учествовао                                   |
| 1962                             | Није учествовао                  | Није учествовао                  | Није учествовао                  | Није учествовао                  | Није учествовао                  | Није учествовао                  | Није учествовао                  | Није учествовао                  | Није учествовао                                   | Није учествовао                                   | Није учествовао                                   | Није учествовао                                   | Није учествовао                                   | Није учествовао                                   |
| 1966                             | Није учествовао                  | Није учествовао                  | Није учествовао                  | Није учествовао                  | Није учествовао                  | Није учествовао                  | Није учествовао                  | Није учествовао                  | Није учествовао                                   | Није учествовао                                   | Није учествовао                                   | Није учествовао                                   | Није учествовао                                   | Није учествовао                                   |
| 1970                             | Није се квалификовала            | Није се квалификовала            | Није се квалификовала            | Није се квалификовала            | Није се квалификовала            | Није се квалификовала            | Није се квалификовала            | Није се квалификовала            | 3                                                 | 1                                                 | 0                                                 | 2                                                 | 2                                                 | 4                                                 |
| 1974                             | Није се квалификовала            | Није се квалификовала            | Није се квалификовала            | Није се квалификовала            | Није се квалификовала            | Није се квалификовала            | Није се квалификовала            | Није се квалификовала            | 2                                                 | 0                                                 | 1                                                 | 1                                                 | 1                                                 | 2                                                 |
| 1978                             | Није се квалификовала            | Није се квалификовала            | Није се квалификовала            | Није се квалификовала            | Није се квалификовала            | Није се квалификовала            | Није се квалификовала            | Није се квалификовала            | 2                                                 | 0                                                 | 1                                                 | 1                                                 | 1                                                 | 2                                                 |
| 1982                             | Није се квалификовала            | Није се квалификовала            | Није се квалификовала            | Није се квалификовала            | Није се квалификовала            | Није се квалификовала            | Није се квалификовала            | Није се квалификовала            | 2                                                 | 0                                                 | 1                                                 | 1                                                 | 0                                                 | 1                                                 |
| 1986                             | Није се квалификовала            | Није се квалификовала            | Није се квалификовала            | Није се квалификовала            | Није се квалификовала            | Није се квалификовала            | Није се квалификовала            | Није се квалификовала            | 2                                                 | 1                                                 | 0                                                 | 1                                                 | 1                                                 | 1                                                 |
| 1990                             | Није учествовао                  | Није учествовао                  | Није учествовао                  | Није учествовао                  | Није учествовао                  | Није учествовао                  | Није учествовао                  | Није учествовао                  | Није учествовао                                   | Није учествовао                                   | Није учествовао                                   | Није учествовао                                   | Није учествовао                                   | Није учествовао                                   |
| 1994                             | Није се квалификовао             | Није се квалификовао             | Није се квалификовао             | Није се квалификовао             | Није се квалификовао             | Није се квалификовао             | Није се квалификовао             | Није се квалификовао             | 8                                                 | 3                                                 | 1                                                 | 4                                                 | 11                                                | 12                                                |
| 1998                             | Није се квалификовао             | Није се квалификовао             | Није се квалификовао             | Није се квалификовао             | Није се квалификовао             | Није се квалификовао             | Није се квалификовао             | Није се квалификовао             | 2                                                 | 0                                                 | 1                                                 | 1                                                 | 2                                                 | 3                                                 |
| 2002                             | Четвртфинале                     | 7.                               | 5                                | 2                                | 2                                | 1                                | 7                                | 6                                | 10                                                | 5                                                 | 4                                                 | 1                                                 | 16                                                | 3                                                 |
| 2006                             | Није се квалификовао             | Није се квалификовао             | Није се квалификовао             | Није се квалификовао             | Није се квалификовао             | Није се квалификовао             | Није се квалификовао             | Није се квалификовао             | 10                                                | 6                                                 | 3                                                 | 1                                                 | 21                                                | 8                                                 |
| 2010                             | Није се квалификовао             | Није се квалификовао             | Није се квалификовао             | Није се квалификовао             | Није се квалификовао             | Није се квалификовао             | Није се квалификовао             | Није се квалификовао             | 6                                                 | 2                                                 | 3                                                 | 1                                                 | 9                                                 | 7                                                 |
| 2014                             | Није се квалификовао             | Није се квалификовао             | Није се квалификовао             | Није се квалификовао             | Није се квалификовао             | Није се квалификовао             | Није се квалификовао             | Није се квалификовао             | 8                                                 | 3                                                 | 4                                                 | 1                                                 | 11                                                | 8                                                 |
| 2018                             | Групна фаза                      | 17.                              | 3                                | 1                                | 1                                | 1                                | 4                                | 4                                | 8                                                 | 5                                                 | 3                                                 | 0                                                 | 15                                                | 5                                                 |
| 2022                             | Осмина финала                    | 10.                              | 4                                | 2                                | 0                                | 2                                | 5                                | 7                                | 8                                                 | 6                                                 | 1                                                 | 1                                                 | 16                                                | 5                                                 |
| Укупно                           | Четвртфинале                     | 3/22                             | 12                               | 5                                | 3                                | 4                                | 16                               | 17                               | 71                                                | 32                                                | 23                                                | 16                                                | 106                                               | 61                                                |

* Неријешени резултати укључују и утакмице елиминационе фазе које су ријешене након пенала.

## Састав репрезентације
Састав тима за Светско првенство 2018.
Подаци ажурирани 28. јуна 2018, након утакмице са Колумбијом:
| Име                      | Датум рођења  | Број наступа | Број голова | Клуб           |         |         |
| Голмани                  | Голмани       | Голмани      | Голмани     | Голмани        | Голмани | Голмани |
| ------------------------ | ------------- | ------------ | ----------- | -------------- | ------- | ------- |
| Абдулај Диало            | 30. 3. 1992.  | 17           | 0           | Рен            |         |         |
| Едуард Менди             | 1. 3. 1992.   | 22           | 0           | Рен            |         |         |
| Алфред Гомис             | 5. 9. 1993.   | 11           | 0           | Дижон          |         |         |
| Одбрамбени фудбалери     |               |              |             |                |         |         |
| Адама Мбенку             | 1. 12. 1993.  | 7            | 0           | Каен           |         |         |
| Калиду Кулибали          | 20. 6. 1991.  | 33           | 0           | Наполи         |         |         |
| Кара Мбођи               | 11. 11. 1989. | 47           | 5           | Андерлехт      |         |         |
| Салиф Сане               | 25. 8. 1990.  | 28           | 0           | Шалке          |         |         |
| Јусуф Сабали             | 5. 3. 1993.   | 9            | 0           | Бордо          |         |         |
| Ламин Гасама             | 20. 10. 1989. | 40           | 0           | Аланија        |         |         |
| Муса Ваге                | 4. 10. 1998.  | 13           | 1           | Барселона      |         |         |
| Фудбалери средине терена |               |              |             |                |         |         |
| Идриса Геје              | 26. 9. 1989.  | 64           | 2           | ПСЖ            |         |         |
| Чеику Кујате             | 21. 12. 1989. | 57           | 3           | Кристал Палас  |         |         |
| Чеик Н'Доје              | 29. 3. 1986.  | 29           | 3           | Бирмингем Сити |         |         |
| Алфред Н'Диаје           | 6. 3. 1990.   | 23           | 1           | Вулверхемптон  |         |         |
| Баду Ндиаје              | 27. 10. 1990. | 21           | 1           | Трабзонспорт   |         |         |
| Нападачи                 |               |              |             |                |         |         |
| Муса Соу                 | 19. 1. 1986.  | 50           | 19          | Бурсаспор      |         |         |
| Маме Бирам Дијуф         | 16. 12. 1987. | 51           | 10          | Стоук Сити     |         |         |
| Садио Мане               | 10. 4. 1992.  | 61           | 16          | Ливерпул       |         |         |
| Муса Конате              | 3. 4. 1993.   | 29           | 10          | Амијен         |         |         |
| Диафра Сако              | 24. 12. 1989. | 13           | 3           | Рен            |         |         |
| Исмаила Сар              | 25. 2. 1998.  | 22           | 3           | Вотфорд        |         |         |
| М'Баје Нијанг            | 19. 12. 1994. | 15           | 4           | Рен            |         |         |
| Кеита Балде              | 8. 3. 1995.   | 24           | 4           | Монако         |         |         |